# إدوين روزاريو
إدوين روزاريو مواليد 15 مارس 1963 في بورتوريكو - الوفاة 01 ديسمبر 1997 في بورتوريكو، كان ملاكم سابق.

## إحصائيات
خاض خلال مسيرته 53 نزالا، فاز في 47 وتعادل في 0 وخسر في 6. فاز بالضربة القاضية في 41 نزالا.

## روابط خارجية
- إدوين روزاريو على موقع بوكس ريك (الإنجليزية) (registration required)